# Tainia viridifusca
Tainia viridifusca är en orkidéart som först beskrevs av William Jackson Hooker, och fick sitt nu gällande namn av George Bentham och Joseph Dalton Hooker. Tainia viridifusca ingår i släktet Tainia och familjen orkidéer. Inga underarter finns listade i Catalogue of Life.